# Partícules idèntiques
Les partícules idèntiques són partícules que no es poden distingir les unes de les altres. Tant les partícules elementals com les partícules microscòpiques compostes (com els protons o els àtoms) són idèntiques a altres partícules de la seva mateixa espècie.
En física clàssica, és possible distingir partícules individuals en un sistema, fins i tot si tenen les mateixes propietats mecàniques. O bé es pot etiquetar o "pintar" cada partícula per distingir-la de les altres, o bé es pot seguir amb detall les seves trajectòries. Tanmateix, això no és possible en les partícules idèntiques en mecànica quàntica. Les partícules quàntiques estan especificades exactament pels seus estats mecanoquàntics, de manera que no és possible assignar propietats físiques o etiquetes addicionals més enllà d'un nivell formal. Seguir la trajectòria de cada partícula també és impossible, ja que la seva posició i el seu moment no estan definides amb exactitud simultàniament en cap moment.
Això té conseqüències importants en mecànica estadística. Els càlculs en mecànica estadística es basen en arguments probabilístics, que són sensibles a si els objectes estudiats són idèntics o no. Així doncs, les partícules idèntiques exhibeixen un comportament estadístic "massiu" marcadament diferent del de les partícules clàssiques (distingibles). Això s'explica més endavant.

## Partícules idèntiques i energia d'intercanvi
És possible elucidar aquestes afirmacions amb una mica de detall tècnic. La "identitat" de les partícules està lligada a la simetria dels estats mecanoquàntics després de l'intercanvi de les etiquetes de les partícules. Això dona lloc a dos tipus de partícules que es comporten de manera diferent, anomenades fermions i bosons. També n'hi ha d'un tercer tipus, anyone i la seva generalització, plektons. El que segueix es deriva del formalisme desenvolupat en l'article formulació matemàtica de la mecànica quàntica.
Si es considera un sistema amb dues partícules idèntiques, es pot suposar que el vector d'estat d'una partícula és |ψ> i el vector d'estat de l'altra partícula és |ψ '>. Es pot representar l'estat del sistema combinat, que és una combinació no especificada dels estats d'una partícula, com per exemple:
{\displaystyle |\Psi \psi ^{\prime }\rangle }.
Si les partícules són idèntiques, llavors (i) els seus vectors d'estats ocupen espais de Hilbert matemàticament idèntics, i (ii)|ψψ '> i|ψ' ψ> que han de tenir la mateixa probabilitat de col·lapsar qualsevol altre estat multipartícula |φ>:
{\displaystyle |\langle \phi |\psi \psi ^{\prime }\rangle |^{2}=|\langle \phi |\psi ^{\prime }\psi \rangle |^{2}}
Aquesta propietat s'anomena simetria d'intercanvi. Una manera de satisfer aquesta simetria és que la permutació només indueixi una fase:
No s'ha pogut entendre (MathML amb SVG o PNG alternatiu (recomanat per a navegadors moderns i eines d'accessibilitat): Resposta invàlida («Math extension cannot connect to Restbase.») del servidor «http://localhost:6011/ca.wikipedia.org/v1/»:): {\displaystyle |\Psi \psi^\prime \rang = i^{i \alpha}|\psi^\prime \psi \rang }

No obstant això, dues permutacions han de conduir a la identitat (ja que les etiquetes han tornat a les seves posicions originals), després cal que i  2  i  α  = 1. Llavors, o bé
{\displaystyle |\Psi \psi ^{\prime }\rangle =+|\psi ^{\prime }\psi \rangle }
que es diu un estat totalment simètric, o
{\displaystyle |\Psi \psi ^{\prime }\rangle =-|\psi ^{\prime }\psi \rangle }
que es diu estat totalment antisimètric.

## Fermions, bosons, anyone i plektones
En la discussió precedent, no s'ha demostrat que els estats totalment simètrics o antisimètrics siguin l'única forma possible de satisfer la simetria d'intercanvi. Tanmateix, és un fet contrastat empíricament que les partícules trobades en la naturalesa tenen estats quàntics que són totalment simètrics o totalment antisimètrics, amb excepcions menors que es discuteixen més endavant. Per exemple, els fotons sempre formen estats totalment simètrics, i els electrons sempre formen estats totalment antisimètrics.
Les partícules que exhibeixen estats totalment antisimètrics s'anomenen fermions. La antisimetria total dona lloc al principi d'exclusió de Pauli, que prohibeix que fermions idèntics estiguin en el mateix estat quàntic, aquesta és la raó de la taula periòdica i de l'estabilitat de la matèria. El principi d'exclusió de Pauli porta a l'estadística de Fermi-Dirac, que descriu sistemes de molts fermions idèntics.
Les partícules que exhibeixen estats totalment simètrics es diuen bosons. A diferència dels fermions, els bosons idèntics poden compartir estats quàntics. per aquest motiu, els sistemes amb molts bosons idèntics es descriuen per l'estadística de Bose-Einstein. Aquest fet origina fenòmens variats com el làser, el condensat de Bose-Einstein i la superfluïdesa.
Hi ha almenys una excepció a aquest esquema: en certs sistemes bidimensionals subjectes a un camp magnètic intens, pot haver-hi una simetria "mixta". Aquestes partícules exòtiques, conegudes amb el nom d'anyone, es regeixen per l'estadística fraccional. Aquest fenomen s'ha observat en gasos d'electrons bidimensionals que formen la capa d'inversió en els MOSFET.
Hi ha una estadística més, per als plektones.
El teorema d'estadística d'espín relaciona la simetria d'intercanvi de partícules idèntiques amb el seu espín. Afirma que els bosons tenen espín sencer, i els fermions tenen espín semienter. Els anyone tenen espín fraccionari.

## Estadístiques
Més amunt s'ha comentat que els bosons, els fermions i les partícules distingibles originen estadístiques diferents. Això es pot mostrar amb un model de dues partícules.
Es tracta d'un sistema de dues partícules, A i B, en el qual cada partícula pugui estar en dos possibles estats, etiquetats |0> i |1>, de la mateixa energia. Si aquest sistema evoluciona en el temps, interaccionant amb un entorn "sorollós" (intercanviant energia de forma aleatòria), els estats es poblaran de manera aleatòria (ja que els estats |0> i |1> són energèticament equivalents). Al cap d'un temps, el sistema es distribuirà probabilísticament en tots els seus estats possibles.
Si A i B són partícules distingibles, el sistema compost té quatre estats possibles (i equiprobables): |0>|0>, |1>|1>, |0>|1> i |1>|0>. La probabilitat d'obtenir les dues partícules en l'estat |0> és 0,25, la probabilitat d'obtenir les dues en l'estat |1> és 0,25, i la probabilitat d'obtenir una en l'estat |0> i una altra a l'estat|1> és 0,5.
Si A i B són bosons idèntics, el sistema compost només té tres estats possibles: |0>|0>,|1>|1>, i 2  -1/2  (|0>|1 >+|1>|0>). Quan es realitzi la mesura, la probabilitat d'obtenir dues partícules en l'estat |0> serà ara 0,33, la d'obtenir les dues en l'estat|1> serà 0,33, i la d'obtenir una a cada estat serà 0, 33.
Si A i B són fermions idèntics, només hi ha un estat disponible per al sistema compost: l'estat totalment antisimètric 2  -1/2  (|0>|1> -|1>|0>). En fer la mesura, inevitablement es trobarà que una partícula està en estat |0> i l'altra en estat|1>.
Els resultats es resumeixen a la Taula 1:
| Partícules   | Ambdues 0 | Ambdues 1 | Un 0 i un 1 |
| ------------ | --------- | --------- | ----------- |
| Distingibles | 0,25      | 0,25      | 0,5         |
| Bosons       | 0,33      | 0,33      | 0,33        |
| Fermions     | 0         | 0         | 1           |

Com es pot veure, fins i tot un sistema de dues partícules exhibeix un comportament estadístic diferent entre bosons, fermions i partícules distingibles. En els articles estadística de Fermi-Dirac i estadística de Bose-Einstein s'estenen aquests principis a un nombre més gran de partícules, amb resultats qualitativament similars.